# 東京都シンボルマーク

東京都シンボルマーク（1989年制定）

東京都シンボルマーク（とうきょうとシンボルマーク）は、日本の都道府県の一つである東京都が1989年（平成元年）に旧東京市の成立100周年を記念して制定されたシンボル。

## 制定までの経緯
21世紀に向けて東京都のイメージアップを図るべく1988年に東京都庁のCI推進計画懇談会にて若者向けにアピールする新たなシンボルマークの制定などが提言され、8月10日にCI推進本部と共に河野鷹思を委員長に据えたシンボルマーク選考委員会を設置。指名コンペ方式でデザイナー10名と2社に提出を求め1988年11月21日に応募作品20作品が公表され1989年年始から葉書による一般投票を行い、1989年2月に投票結果が発表され、3月22日に得票順位5位の案が採用されることとなり選考委員会で正式決定の後、6月1日付の都公報で制定が告示された。

## デザイン
デザインはデザイン事務所「XICO」代表のレイ・吉村が担当し、“TOKYO”の頭文字であるアルファベットの「T」を3つの円弧で図案化したもので繁栄・潤い・安らぎ、躍動感・生命感・気品と威厳・バランスの取れた成長などを示したものとした。
また、制定された年の9月30日には白地にシンボルマークを配したシンボル旗が1964年（昭和39年）制定の都旗とは別に制定されており、東京都庁舎では両方の旗が掲揚されている。正規の都道府県旗と別にシンボル旗を制定しているのは東京都と鹿児島県だけである。
2007年、韓国の中央日報は東京都シンボルマークが制定される3年前の1986年から大邱百貨店がCI戦略に基づいて導入したシンボルマークにデザイン・配色とも酷似しており「盗用ではないか」との指摘が国内にあると報道した。中央日報の取材に対し、大邱百貨店広報室は「同じ業種の企業でもないので法的対応は考えていない」としている。

### デザインの由来に対する誤解
東京都のシンボルマークはその形状が都の木であるイチョウの葉を連想させることから「いちょうマーク」と通称されることが多いが、東京都では「イチョウではありません。このマークは東京都の頭文字であるTをデザインしたものです」と公式にイチョウの葉をデザインの由来とする説を否定している。また、シンボルマーク選考委員会で副委員長を務めたデザイナーの榮久庵憲司は「決め手はシンプルで誰でも書けて、応用がしやすい点でした。そして、イチョウのようで、イチョウではない、その曖昧さもポイントです」とコメントしている。なお、一般投票に諮られた他の最終候補作には都の木であるイチョウの葉をベースにしたデザインと明記しているものが複数存在した。
このような誤解が広まったのは制定作品決定時の読売新聞東京本社版夕刊で「都の木イチョウをアレンジしたデザイン」とされたのを始め、多くの新聞が都の木であるイチョウの葉の形状をデザインと関連付けて報じたことが一因と見られる。東京都内の自治体においても由来を誤解している事例が広く見られ、例えば多摩市のウェブサイトでは以前に市の木であるイチョウを「東京都のマークにもなっている」としていたのを始め、港区役所が発行する地域情報誌でも「東京都のシンボルマークともなっている扇の形をした葉が特徴的なイチョウ」との記述が見られる。このうち多摩市のサイトでは2019年（令和元年）11月27日に放送されたテレビ番組で「自治体による誤解の事例」として紹介されたことを受け、該当部分の解説を修正した旨が追記された。

## 制定後の影響
制定前後の新聞報道では1943年（昭和18年）制定の「亀の子マーク」と通称される東京都紋章（都章）を廃止して新たな都章を制定するかのような記述も見られた。実際には都旗および都章を定めた告示はシンボルマーク・シンボル旗の制定後も廃止されておらず、いずれも都章・都旗に代わるものではない。
東京都のシンボルマーク制定後は福島県・新潟県・岐阜県・佐賀県・鹿児島県など他の県でも正規の県章と併用するシンボルマークを別に制定する事例が増加しており、特に鹿児島県は東京都と同様のシンボルマーク旗を1994年（平成6年）に制定して以降は一部でデザインに批判のあった1967年（昭和42年）制定の県旗をほとんど使用しなくなっている。

## 使用例
東京都庁舎の本庁舎正面の窓にデザインされている他、東京都交通局の地下鉄やバス車両、清掃車、東京都水道局の浄水場などで使用されている。
東京都道のガードレールにも類似したデザインのものが使われている。(緑、白、茶、黄緑の4色。国道130号など一部の国道を含む)
また、日本郵便発行の『郵便番号簿』や全国知事会のウェブサイトでは都章でなくシンボルマークを掲載しており、東京都知事が交付する表彰状でも都章ではなくシンボルマークが配されている（鹿児島県も同様）。
2010年（平成22年）に廃止された東京都発行の収入証紙には、都章でなくシンボルマークが描かれていた。

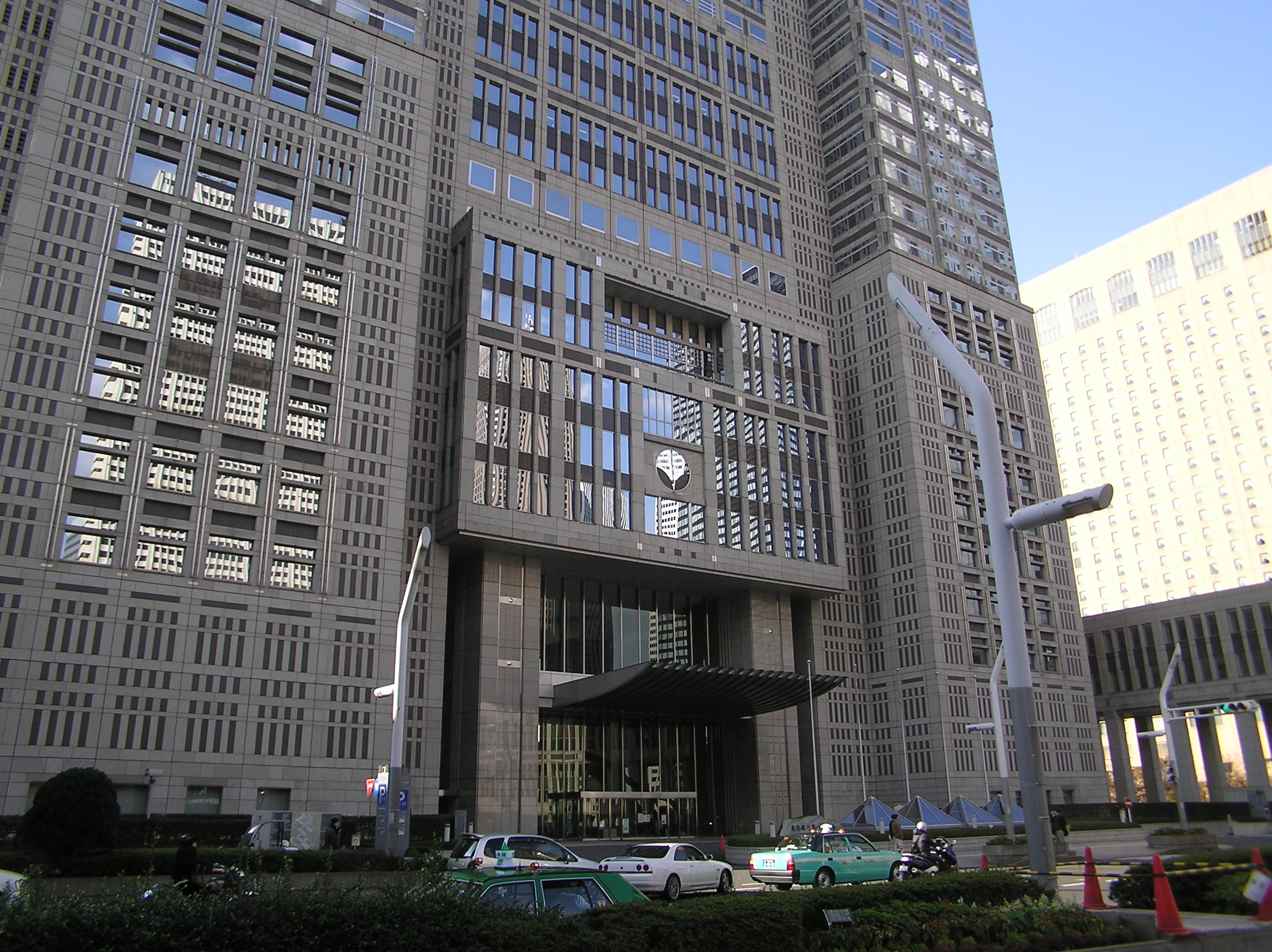
東京都庁舎正面
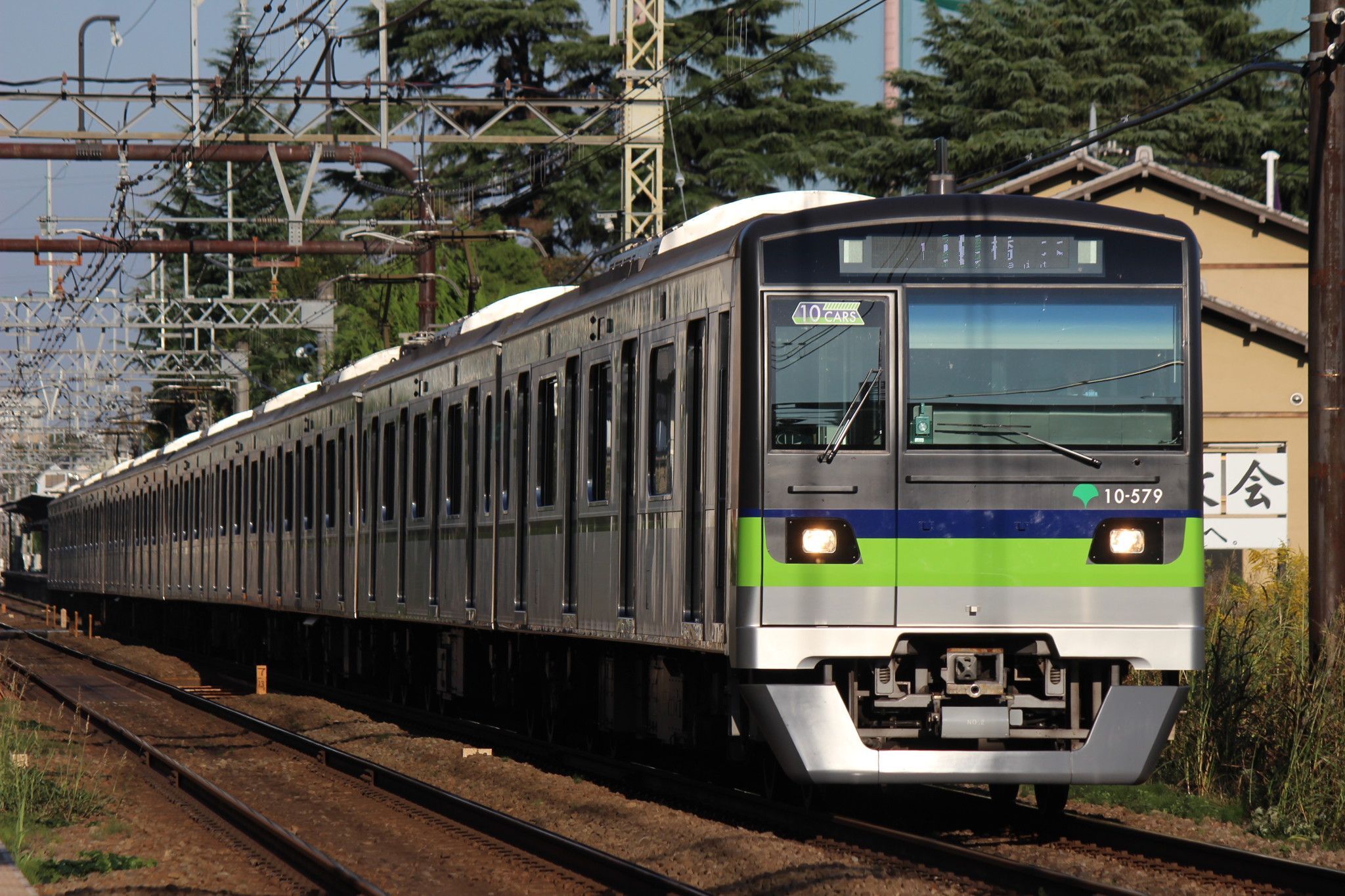
都営地下鉄先頭車両
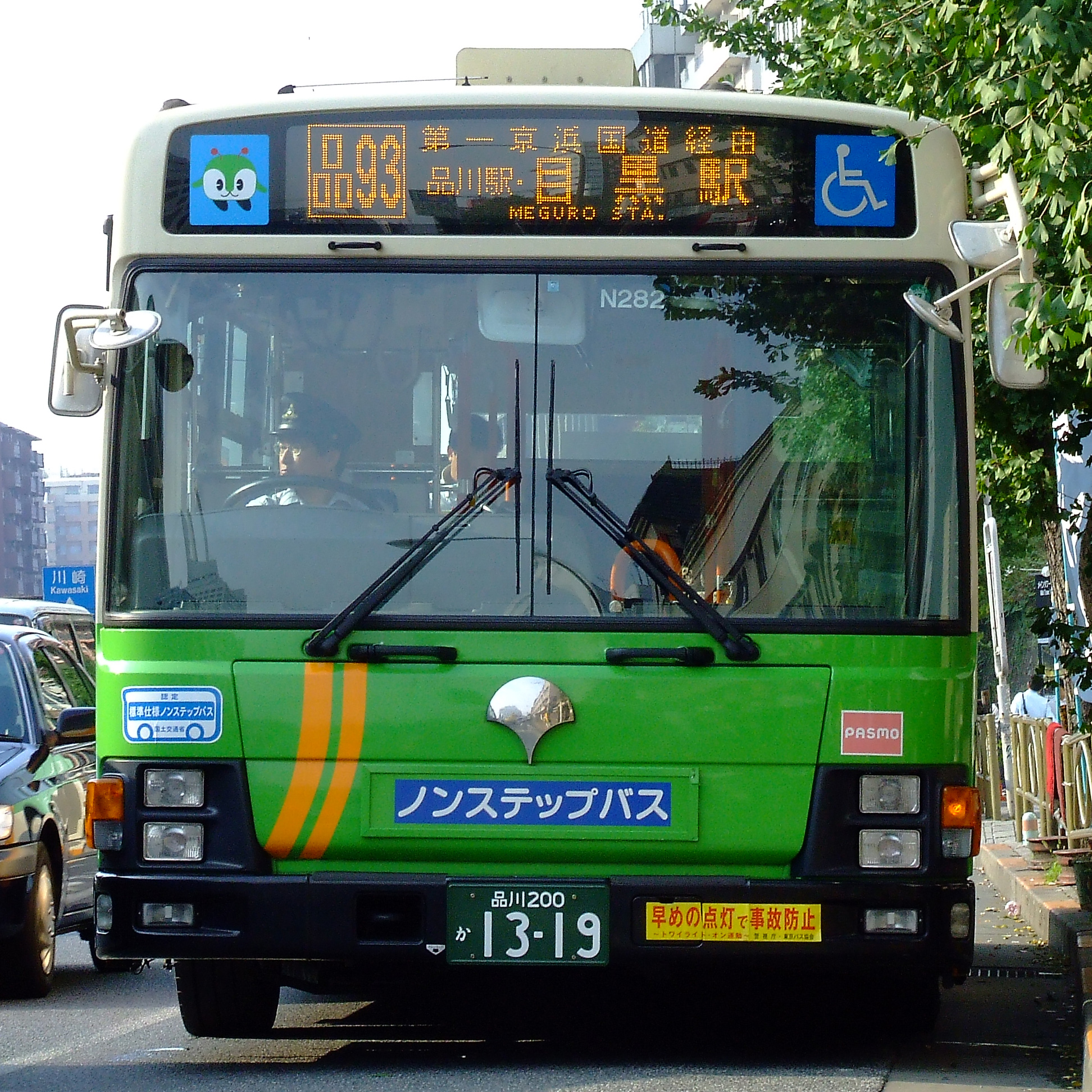
都営バス車両
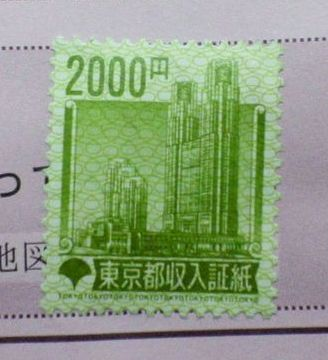
東京都収入証紙（2010年廃止）